# Веннер, Курт
Курт Веннер (англ. Kurt Wenner; род. 17 апреля 1958, Анн-Арбор, штат Мичиган) — художник, известный своей монументальной и уличной живописью мелом с использованием проекции, называемой анаморфозом. Его объёмные рисунки на асфальте и брусчатке были описаны во многих газетах и показаны в нескольких телевизионных шоу.

## Карьера
Курт Веннер создал свою первую заказную работу в возрасте шестнадцати лет, а уже в семнадцать решил посвятить свою жизнь живописи. Курт посещал Школу Дизайна Род-Айленда и Колледж Дизайна Дома Искусств. Работал художником-иллюстратором в NASA, где создавал концептуальные изображения будущих космических проектов и внеземных ландшафтов. В 1982 Курт покинул НАСА, продал всё своё имущество и отправился в Италию изучать искусство. Живя в Риме, Веннер изучал современную и классическую скульптуру в музеях города и страны. В 1991 был удостоен чести запечатлеть визит папы Иоанна Павла II в город Мантуя. Визит транслировался в прямом эфире по всей Италии.
Веннер также создавал масляные картины, монументальную живопись, скульптуры и занимался архитектурой по государственным и частным заказам. Одна из самых больших его работ в США (около 1,7 квадратных метров) расположена на бульваре Уилшир в Вествуде, штат Калифорния и была показана в фильме «Тихушники». Другая его большая картина называется «Волшебная флейта» (англ. The Magic Flute) и висит в здании городского совета города Фресно, штат Калифорния.

## Внимание общественности
Работы Венера привлекли внимание средств массовой информации во всем мире. В Италии, Германии, Франции, Швейцарии, в США и Мексике выходили газетные и журнальные статьи. Его работы освещались телекомпанией «American Broadcasting Company» (ABC) в программах «World News Saturday», «Good Morning America». Программы о его произведениях предлагались для просмотра пассажирам рейсов крупных авиакомпаний «Pan American World Airways» (Pan Am) и «Trans World Airlines» (TWA).
Документальный фильм National Geographic «Masterpieces in Chalk» (Шедевры мелом), повествующий о работе Курта Веннера в Европе, в 1987 году удостоился первого места в номинации изобразительного искусства Нью-Йоркского Кинофестиваля. 45-минутный документальный фильм о его работе в Италии, снятый швейцарско-германским телевидением в 1991 году, был показан в Швейцарии и Германии. Программы о его работе также были показаны международной мексиканской телекомпанией Televisa.
Курт Веннер участвовал в рекламной кампании водки Absolut, к которой были привлечены многие известные деятели искусства (художники, скульпторы, эксперты по «стеклянному дизайну»). Его вклад заключался в создании рекламы для печатных изданий. Реклама получила название Absolut Wenner и впервые появилась в журналах в сентябре 1996 года. Компания Absolut Vodka записала процесс создания работ Веннера для своей телевизионной рекламы.

## Награды
В 1991 году Центр сценических искусств Джона Кеннеди, расположенный в Вашингтоне, округ Колумбия, провел персональный показ работ Веннера. Он также удостоился итальянских наград Golden Bacchus и Golden Giotto.